# Fachada de Mshatta

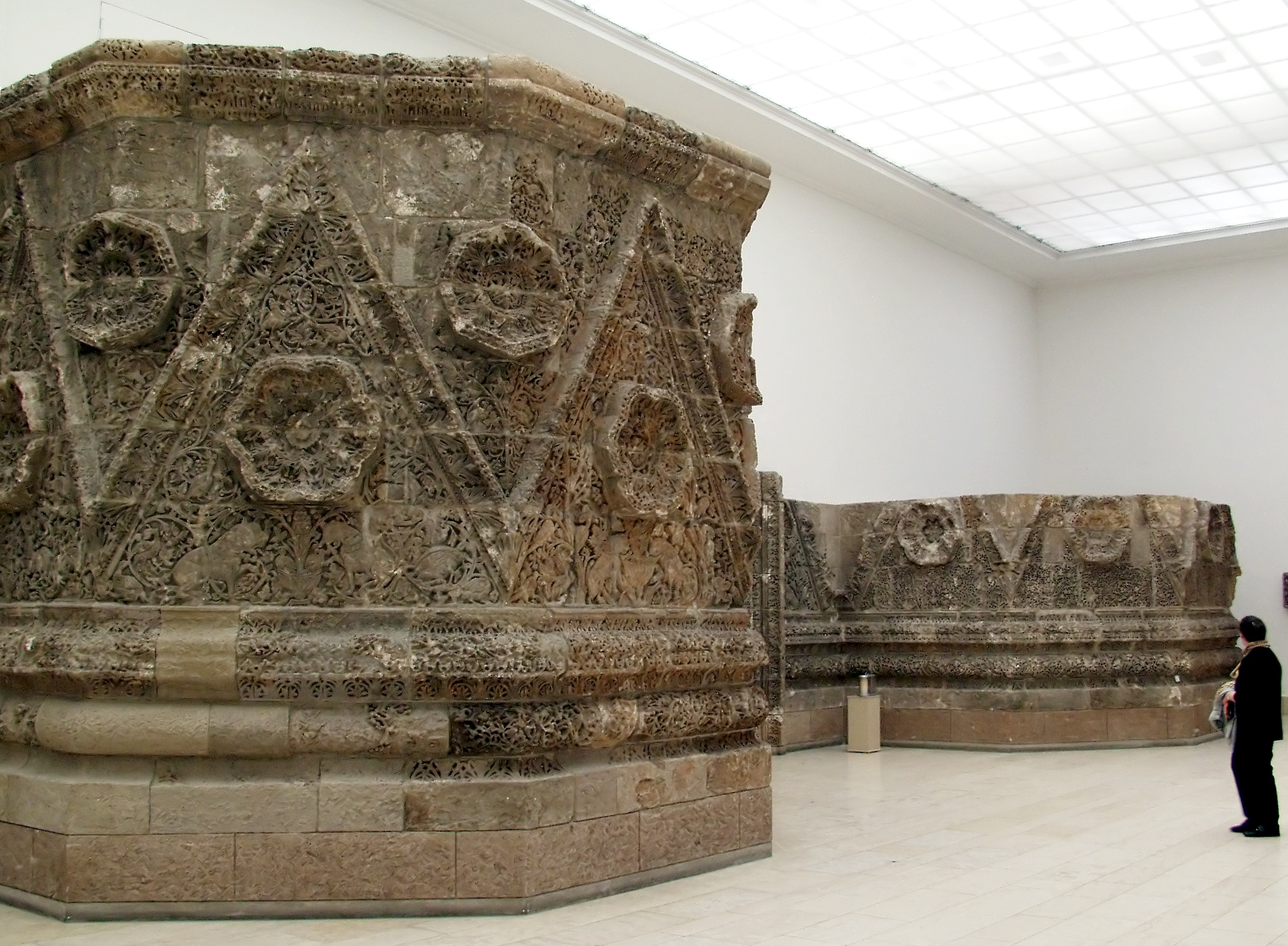
A fachada de Mshatta.

A Fachada de Mshatta é a fachada que pertenceu ao palácio de Mshatta que foi escavado a aproximadamente 30 km sul da atual capital jordaniana, Amã. Está desde 1932 em exibição no Museu de Pérgamo, em Berlim.

## Fachada
Faz parte de uma residência de inverno e salões de armazenamento da época dos omíadas. O edifício do palácio provavelmente data da era do califa omíada Ualide II (743–744). Depois que Ualide foi assassinado, permaneceu abandonado e posteriormente foi arruinado em um terremoto.
Excepcionalmente para uma construção omíada, a estrutura inteira é construída com tijolos queimados sobre uma camada de fundação de pedra finamente esculpida. O nome do lugar, Mshatta, é um nome usado pelos beduínos na área e o nome original permanece na verdade desconhecido.
As ruínas do palácio foram escavadas e descobertas em 1840. A fachada foi um presente do sultão otomano Abdulamide II para o imperador Guilherme II da Alemanha. Uma parte grande dela foi trazida para o então Museu Kaiser-Friedrich (hoje: Museu Bode) em Berlim em 1903. Em 1932 foi reconstruída no Museu de Pérgamo.
Segundo relato do Museu, quando a ferrovia para Meca começou a ser construída na Síria, no início do século XX, havia o risco de todo o palácio vir a ser usado como material de construção. Josef Strzygowski de Viena, um historiador da arte, então persuadiu o sultão turco a dar a fachada do palácio de presente a Berlim.
A fachada foi seriamente danificada durante o bombardeio de Berlim na Segunda Guerra Mundial. Hoje, é uma das exibições mais importantes do Museu da Arte Islâmica no Museu de Pérgamo. Foi reconstruída com uns 33 metros de comprimento e 5 metros de altura, com duas torres, demonstrando os primórdios da arte muçulmana.